# 細川貴雄
細川 貴雄（ほそかわ たかお、1964年5月18日 - ）は、愛知県を登録地としていた元競輪選手。日本競輪学校第53期生。実兄の細川忠行（競輪学校第46期生）は元競輪選手であり師匠。

## 来歴
競輪学校の在校競走成績は第13位（35勝）。同期には俵信之らがいる。
1984年5月3日、函館競輪場でデビューし5着。初勝利は同年6月5日の川崎競輪場。
1986年の全日本新人王戦（小倉競輪場）決勝で2着（優勝は同期の俵）。また、同年頃から10年近くに亘って兄・忠行とともに特別競輪（現在のGIに相当）に参加していたことから、競輪関係のマスコミは『細川兄弟』と銘打っていた。なお、当人は2003年頃まで常時GI、GIIに参加。
1991年のふるさとダービー（福井競輪場、失格）、1992年の日本選手権競輪（前橋競輪場、6着）において決勝進出歴がある。
2020年12月25日付で選手登録を削除し現役を引退した。